# Les Frères Bouquinquant (film)
Pour les articles homonymes, voir Les Frères Bouquinquant (homonymie).
Pour plus de détails, voir Fiche technique et Distribution.
Les Frères Bouquinquant est un film français réalisé par Louis Daquin et sorti en 1948.

## Synopsis
Une provinciale, Julie Moret, est engagée comme domestique dans une résidence bourgeoise parisienne. Elle est courtisée par l’un des frères Bouquinquant, Léon, qui ne tarde pas à lui demander de l’épouser. Hélas, Léon se révèle violent, alcoolique et fainéant. Devant son infortune, Julie se rapproche de son beau-frère Pierre, le contraire de Léon, sérieux et travailleur, et ils deviennent amants. Le drame va se précipiter lorsque Julie tombe enceinte de Pierre.

## Fiche technique
- Titre original : Les Frères Bouquinquant
- Réalisation : Louis Daquin
- Scénario : Louis Daquin et André Cerf d’après le roman éponyme de Jean Prévost (Éditions Gallimard, 1930)
- Dialogues : Roger Vailland
- Décors : Paul Bertrand
- Photographie : Louis Page
- Son : Lucien Legrand
- Montage : Claude Nicole
- Musique : Jean Wiener
- Pays de production :  France
- Tournage : 
  - Langue : français
  - Période prises de vue : 11 mars au 10 mai 1947
- Directeur de production : Alexandre Kamenka
- Sociétés de production : Radio Cinéma (France), Société des Films Alkam (France)
- Sociétés de distribution : Studio 43 (France), Festival de Saint-Étienne (France)
- Format : noir et blanc — 35 mm — son monophonique
- Genre : drame
- Durée : 99 minutes
- Date de sortie : France : 25 février 1948
- (fr) Mention CNC : tous publics (visa d'exploitation no 4973 délivré le 16 juillet 1947)
- Affiches : Henri Cerutti, Marcel Jeanne (France)

## Distribution
- Madeleine Robinson : Julie
- Albert Préjean : Léon
- Roger Pigaut : Pierre
- Mona Dol : Madame Leclerc
- Jean Vilar : le prêtre
- Juliette Gréco : une religieuse
- Génica Athanasiou : la mère supérieure
- Denise Kerny : une détenue
- Louis Seigner : le juge d’instruction
- Albert Jacquin : Louis
- Paul Frankeur : le commissaire
- Charles Lavialle : Monsieur Thomas
- Victor Vina : le médecin
- André Var
- Maurice Derville
- Louise Fouquet
- Nicole Desailly
- Paule Launay
- Albert Broquin
- Cora Vaucaire